# Anarisolyckan

Anarisolyckan var en fjällolycka som inträffade den 23 februari–25 februari 1978 i Anarisfjällen, cirka 100 kilometer väster om Östersund, där åtta personer frös ihjäl och en överlevde. Olyckan räknades 40 år senare som Sveriges allvarligaste fjällolycka i modern tid. Platsen för olyckan är utmärkt med ett träkors med en inskription på en rund metallplatta. Platsen är inte utmärkt på de flesta kartor, men den finns med på åtminstone en nyare karta.

## Händelseförloppet
I februari 1978 planerade en grupp skidåkare bestående av två 17-åriga kvinnor och fyra män 22–37 år gamla från IOGT-NTO i Växjö en tredagars skidutflykt i Jämtlandsfjällen. Utflyktens första dag, den 22 februari 1978, skidade sällskapet från Vålådalen till Lunndörrsstugan. På utflyktens andra dag var tanken att de skulle skida vidare 14 kilometer för att nå Anarisstugan. Vid halv nio-tiden den 23 februari 1978 gav sig sällskapet iväg. Även ett annat sällskap, bestående av tre män med lätt packning, gav sig samma morgon av på en dagstur. Vädret var klart med svag vind och temperatur på -16°C.
Vid tolvtiden på dagen, då Växjösällskapet avverkat 4 av de 14 kilometerna mot Anarisstugan, uppstod kraftiga fallvindar på 25 meter per sekund och en temperatur på omkring -20°C. Som skydd för snöstormen byggde sällskapet en enkel grop i snön med skidor, vindsäck och snöblock som tak. Platsen för snöbivacken råkade bli en frusen bäckravin, vilket i efterhand visade sig vara ett olämpligt ställe med bland annat för lite snö att söka bygga en ordentlig bivack. I närheten fanns snödrivor med ett snödjup på fyra meter, vilka hade kunnat fungerat bättre som grävplats.
Dagsutflyktssällskapet bestående av de tre männen dök sedan upp och bad om att få skydd i bivacken. Händelseförloppet från den tidpunkten skiljer sig åt i olika källor. Enligt en polisrapport får en av männen komma in och de två andra, två bröder, tar skydd i vindsäckar utanför, medan, enligt andra uppgifter, männen tränger sig in i bivacken.

### Olyckan
Kvar i packningen låg vindsäckar, dunjackor, sovsäckar, mat och varm dryck. När vinden ökade blev de nedgrävda kvar i sitt skydd och åtta av de nio frös ihjäl. Den som överlevde, 22-årige Krister Almqvist från Växjö, var hela tiden fysiskt aktiv och försökte förbättra skyddet men han tappade bort vantarna i blåsten och kom sedan inte in igen. När vinden bedarrat den 25 februari 1978 försökte han med bara händerna att gräva fram och väcka de andra, men gav till slut upp. Sedan gick han tillbaka till Lunndörrsstugan, fyra kilometer därifrån, med förfrusna händer och fötter, för att hämta hjälp. Han mötte två fiskare som kontaktade Våludalens Fjällhotell som sedan kontaktade polis och fjällräddningen. Då polismannen med helikopter och de två fritidsfiskarna kom fram till bivacken bedömdes två av de åtta personerna i bivacken visa svaga livstecken och fördes med helikopter till Östersunds sjukhus, där de kort därefter avled. Fjällräddningen kom först fram till olycksplatsen efter räddningsinsatsen och transporterade bort de förolyckade. Olyckan utgjorde ett incitament för grundandet av Fjälledarlinjen 1979.
Börje Renström, tidigare överläkare i anestesiologi, vid Östersunds lasarett har för Socialstyrelsen gjort en sammanställning, vilken kort kan sammanfattas med följande:
De i gruppen från Växjö hade riklig och ändamålsenlig utrustning med sig vad avsåg både mat och utensilier. När vädret försämrats och man beslöt att söka skydd utan att få klart för sig vilka förutsättningar som fanns i närheten grävde man en fördjupning, ”dike”, som på grund av den ringa snömängden endast var cirka åtta decimeter djupt och där taket hela tiden höll på att blåsa av, medan det bara 15-20 meter åt ena hållet fanns 5-6 meter djup snö. När ytterligare tre personer anslöt sig till gruppen hade man tillsammans fyra vindsäckar samt sovsäckar, som inte kom till användning.
Den person som kom att överleva olyckan försökte att laga taket i snögrottan men misslyckades och kunde inte komma in igen eftersom snön hade packat igen ingången. Han fortsatte därför att röra på sig samt åt något. Varken han eller två av de nytillkomna var hungriga eller frös särskilt mycket, men då de började förstå att de troligen skulle frysa ihjäl beslöt sig de två senare för ”att göra processen kort och gick rätt ut i ovädret”.
Renström anger att beslutet att söka skydd fattades på ett sent stadium och att skyddet som åstadkoms var för dåligt. Utrustningen hade blivit kvar i ryggsäckarna, eftersom de inte gick att öppna med frusna händer. Av samma skäl kunde de drabbade inte heller hantera den ökade urinproduktion som kölden (kyldiures) medförde, utan kläderna vättes ned med urin ända till skorna, med de ökade värmeförluster det innebar.

## Fjällsäkerhet
Efter den tragiska Anarisolyckan kom fjällsäkerhetsarbetet igång i landet. Regeringen tillsatte en utredning vars förslag var att staten skulle ha det övergripande ansvaret för fjällsäkerheten och redan 1979 bildades Fjällsäkerhetsrådet med samordningsansvar. Fjällräddningen förstärktes med resurser för både organisation och fältverksamhet. Informationskampanjer startades, leder byggdes ut med vindskydd och nödtelefoner och särskilt utsatta leder ändrades till att gå i mer skyddade sträckningar, ofta i trädgränsen, vilket blev fallet för den vindpinade leden mellan Lunndörrstugan och Anarisstugan. SMHI tog fram lokala fjällväderprognoser och från 1980 görs därför speciella väderprognoser och varningar för fjällen under vintertid.
Vid Anarisolyckan hade mycket kall luft samlats på fjället. När ett djupt lågtryck närmade sig ökade vinden först endast på fjälltopparna medan kalluften längre ner höll emot. Till slut trängde vinden ner till vandringsleden och vinden ökade väldigt snabbt med det förödande resultatet. Varningar börjar att utfärdas vid hård vind 14 m/s eller vid 11 m/s om köldeffekten är -28°C eller lägre. Dessa prognoser har på ett tydligt sätt gjort allmänheten medveten om vädrets betydelse i fjällen och olyckor på grund av vädret har sedan dess varit få.

## Radiodokumentär
År 2019 publicerade Sveriges Radio en P3 Dokumentär om olyckan, Tragedin i Anarisfjällen.